# Aden Robleh Awaleh
Pour les articles homonymes, voir Robleh.
Aden Robleh Awaleh, né en 1941 à Ali Sabieh et décédé le 31 octobre 2014 à Djibouti, est un homme politique djiboutien,.

## Études
Après des études secondaires à Djibouti, Aden Robleh Awaleh étudie le droit à Bordeaux puis à Paris entre 1963 et 1968. Il est secrétaire général de l'association des étudiants et stagiaires djiboutiens en France de 1965 à 1967.

## Lutte pour l’indépendance
À la fin de ses études universitaires, Aden Robleh Awaleh rentre à Djibouti au début de l’année 1969. Il quitte rapidement le pays pour rejoindre le Front de libération de la Côte française des Somalis (FLCS) à Mogadiscio, en Somalie. Il en devient le secrétaire général jusqu’à l’indépendance du pays en juin 1977.
Sous sa direction, le FLCS va multiplier les actions, tant «militaires» que diplomatiques, en vue de promouvoir « la vocation de Djibouti à l’indépendance ». En 1975, le FLCS kidnappe l’ambassadeur de France en Somalie, Jean Gueury, ensuite échangé contre des militants nationalistes, dont Omar Osman Rabeh. En février 1976, le FLCS détourne un bus scolaire transportant des enfants français. Cette opération se termine par l’intervention de l’armée française et la mort de plusieurs personnes, dont les preneurs d'otages et deux enfants.
Aden Robleh Awaleh est arrêté en 1975 par le général Mohamed Siad Barre en Somalie, pour s'être opposé aux revendications somaliennes sur Djibouti [réf. nécessaire]. Il est grièvement blessé dans une tentative d’assassinat le 24 juin 1977, trois jours avant l'indépendance. et reste hospitalisé à Paris pendant un an, ce qui entraîne une baisse de l’influence du FLCS [réf. nécessaire]. Le mouvement n'obtient qu'un seul poste ministériel dans le nouveau gouvernement.

## Activité politique après l'indépendance
En 1978, Aden Robleh Awaleh devient vice-président du parti unique, le Rassemblement populaire pour le progrès (RPP), et ministre du commerce, des transports et du tourisme. À ce titre, il est impliqiué dans la création d'Air Djibouti, de la Société générale d’importation du khat (SOGIK), la restructuration du Chemin de fer djibouto-éthiopien, la mise en place l'Office national de l'approvisionnement et de la commercialisation (ONAC) et de l'Établissement public des hydrocarbures (EPH).
Il démissionne du gouvernement et du RPP en 1983, accusant alors le régime de Hassan Gouled Aptidon de «monolithisme et de méthodes anti-démocratiques» [réf. nécessaire].
En février 1986, il publie Djibouti clef de la mer Rouge. Il manifeste l'intention d'être candidat à l'élection présidentielle. Il est alors exclu du RPP le 9 mai, et bien que toujours élu à l’Assemblée nationale, il quitte Djibouti et se réfugie en France. Il est condamné par contumace à perpétuité pour «complot visant à déstabiliser le pays» . Il est aussi accusé un moment d'un attentat contre le bar L'Estoril .

En exil, il fonde fonde plusieurs mouvements d’opposition dont le Mouvement national djiboutien pour l’instauration de la démocratie (MNDID), et l’Union des mouvements démocratiques (UMD). Le Canard enchaîné signale qu'il est surveillé par les Renseignements généraux pour le compte de l'ambassade djiboutienne à Paris .
Aden Robleh rentre à Djibouti en 1992 à l’occasion de l’avènement d'un relatif multipartisme (quatre partis sont autorisés). Depuis cette date il est à la tête du Parti national démocratique (PND), légalisé en septembre 1992.
En 1993, il se présente à l'élection présidentielle, remportée par Hassan Gouled Aptidon au premier tour avec officiellement 61 % des voix.
En avril 2001, il est condamné à six ans de prison avec sursis  dans le cadre de l'attentat du Café de Paris du 27 septembre 1990. Il estime alors qu'il s'agit d'un procès politique.
Aden Robleh Awaleh est élu député à l’Assemblée nationale djiboutienne, le 10 janvier 2003, réélu le 10 février 2008, dans le cadre de l'Union pour la majorité présidentielle. En 2008, il est élu membre du Parlement panafricain.
En 2010, il s'oppose à la modification de la Constitution djiboutienne, qui permet à Ismail Omar Guelleh de se présenter à un troisième mandat présidentiel, et déclare quitter la majorité. Il annonce sa candidature à l'élection présidentielle en janvier 2011  mais y renonce finalement tout en restant dans l'opposition. Pour le président djiboutien, les quatre personnes arrêtées en mai 2011 alors qu'elles auraient tenté de se rendre en Érythrée, seraient de ses partisans.
En février 2011, il est brièvement mis en garde à vue, ainsi que Ismaël Guedi Hared et Mohamed Daoud Chehem, à la suite des manifestations étudiantes.
Aux élections de février 2013, il est réélu à l'Assemblée nationale sur les listes de l'Union pour le salut national (USN opposition). Malgré la décision de son mouvement de constituer un «Parlement parallèle», il siège à partir du mois de juin.
Il meurt à Djibouti le 31 octobre 2014, et est inhumé à Ali-Sabieh.

## Programme
Son parti demande le multipartisme, l’organisation d’élections libres et honnêtes, la décentralisation, l’existence d’institutions judiciaires indépendantes, l’existence de médias libres (presse écrite et audio-visuelle) parallèlement aux médias publics et la libre formation d’associations à caractère professionnel, social et culturel [réf. nécessaire].
En 2011, dans un entretien au journal gouvernemental La Nation, il revendique des droits spécifiques pour les «autochtones» du territoire .

## Décoration
En 1981, Aden Robleh obtient la Gold Mercury International.

## Publication
- (fr) Aden Robleh Awaleh, Djibouti, clef de la mer Rouge, Éditions Caractères, 1986